# Bloque Centauros de las AUC
El Bloque Centauros de las AUC era una de las unidades subdivisionales de las Autodefensas Unidas de Colombia.

## Historia
En la región había presencia del Bloque Oriental de las FARC-EP, auge del narcotráfico con la bonanza marimbera (en Vista Hermosa y los márgenes del río Güejar) y de la coca (en el Alto y Bajo Ariari), inversiones en el narcotráfico de los esmeralderos y del Cartel de Medellín.
Aparecieron entonces las Autodefensas Campesinas del Casanare (ACC) en 1986, las Autodefensas Campesinas del Meta y Vichada (Acmv), conocidos como ‘Carranceros’ Y las autodefensas de San Martín en 1989, además de las Autodefensas del Dorado de 1997.
El Bloque Centauros de las AUC, aparece tras la Masacre de Mapiripan entre 15 y el 20 de julio de 1997, tras una alianza entre las Autodefensas Campesinas de Córdoba y Urabá dirigidas por Carlos Castaño y los demás grupos paramilitares de la región. Entre 1997 y 1999 realizarían 18 masacres más.
Para 1998 toman el nombre de Bloque Centauros conformadas por:
- Autodefensas de San Martín, con ‘Pirata’: Frente Meta.
- Autodefensas del Guaviare, con ‘Cuchillo’: Frente Guaviare y el Pedro Pablo González, con influencia de las Accu.
- Frente Héroes de San Fernando en Hato Corozal, con influencia de las ACC.

En 2003 se desarrolló la Operación Santuario contra el Bloque Centauros y las ACC. Entre 2003 y 2004, mantuvieron una guerra territorial con las Autodefensas Campesinas del Casanare (ACC), en Guaviare, Meta y Casanare. Para 2004 alcanzaron a tener 4000 miembros en sus filas.
El Bloque Centauros estuvo comandado por Miguel Arroyave hasta su muerte en 2004. Su mano derecha fue Daniel Rendón 'Don Mario', quien nunca estuvo como miembro oficial del bloque. Tras la muerte de Arroyave el Bloque se dividió y tuvo disidencias, parte de las cuales conformarían otros grupos paramilitares que no se desmovilizaron.
Entre 1999 y el 2002, se dividieron en dos ejes: el eje norte comandado por Darío Antonio Úsuga ‘Otoniel’, conocido en la región como ‘Mauricio’, y el eje sur, comandado por Manuel de Jesús Pirabán ‘Pirata’, y Pedro Oliverio Guerrero Castillo o ‘Cuchillo’”

## Área de Operaciones
Hicieron presencia en: Meta, Guaviare, Casanare, Cundinamarca, Vichada, Tolima y Bogotá (Frente Capital). Operativo desde 1997, hasta el 2006, tuvieron una de sus escuelas de entrenamiento en Hato Corozal (Casanare).
Parte de su armamento era de proveedores de las Fuerzas Militares. Se dividieron en varios frentes:
| Frente                 | Localización    |
| ---------------------- | --------------- |
| Ariari                 | Meta            |
| Capital                | Bogotá          |
| Especiales             | Meta            |
| Guaviare               | Meta            |
| Hernán Troncoso        | Meta            |
| Héroes de San Fernando | Casanare        |
| Meta                   | Meta            |
| Meta y Guaviare        | Meta y Guaviare |
| Pedro Pablo González   | Casanare        |

## Miembros principales
| Nombre                           | Alias                  | Estatús                  |
| -------------------------------- | ---------------------- | ------------------------ |
| Miguel Arroyave                  | 'Arcángel'             | Muerto en 2004.          |
| Pedro Oliverio Guerrero Castillo | 'Cuchillo'             | Muerto en 2010           |
| Darío Antonio Úsuga              | 'Mauricio' u 'Otoniel' | Detenido en 2021.        |
| Manuel de Jesús Pirabán          | 'Pirata'               | Desmovilizado            |
| Elkin Casarrubia Posada          | 'El Cura'              | Parte del Clan del Golfo |
| José Efraín Pérez Cardona        | 400                    | Desmovilizado            |
| Luis Arlex Arango Cárdenas       | 'Chatarro'             | Desmovilizado            |

## Crímenes
Para 2018 fueron recuperadas 23.274 hectáreas, que el Bloque Centauros le había quitado al Estado Colombiano en el departamento del Meta. En 2021, se imputaron 274 cargos a 52 miembros del Bloque Centauros.
- Despojo y compra de tierras.[12][13]
- Masacres[14][15]
- Desaparición forzada.[16]
- Extorciones
- Narcotráfico[8]
- Asesinatos.[17]

### Parapolítica
Tuvieron relaciones con los políticos Euser Rondón, y Edilberto Castro Rincón.

## Proceso de paz
El 3 de septiembre de 2005 en el Corregimiento Tilodirán de Yopal (Casanare), se desmovilizaron 1.134 integrantes y Vicente Castaño figuró como su comandante. Los hombres bajo el mando de Manuel de Jesús Pirabán, alias ‘Pirata’, y Pedro Oliverio Guerrero Castillo, alias ‘Cuchillo’, lo hicieron el 11 de abril de 2006 en la Inspección de Policía de Casibare de Puerto Lleras (Meta). Eran en total 1.765 hombres que entregaron 1.024 armas.